# 宮崎隆光
宮崎 隆光（みやざき たかみつ、1948年12月 -2024年9月14日20:00 ）は、日本の建設技術者。清水建設専務を務めた。

## 来歴
1948年東京都文京区にて生を受ける
1962年東京都文京区立文林中学校を卒業
1965年日本大学付属第三高等学校へ入学し野球部のキャプテンを務める
1971年に日本大学理工学部建築学科を卒業して、清水建設に入社した。
1995年10月、建築本部統合生産推進部長となる。以後、東京支店建築第一部長（1997年8月）、九州支店副支店長（2001年11月）、九州支店支店長（2001年12月）を経て、2002年6月に執行役員九州支店長に就任した。
2003年に建築事業本部長となる。 
2004年6月、常務執行役員九州支店長に就任する。2005年4月に常務執行役員名古屋支店長に転じたが、名古屋市営地下鉄工事入札において私的独占の禁止及び公正取引の確保に関する法律（独占禁止法）違反で清水建設が起訴された責任を取り、2007年3月に執行役員を退任した。 
2009年に東京支店常務執行役員支店長として復帰する。執行役員建築事業本部長（2011年）を経て、2014年に顧問（専務執行役員建築事業本部長）となる。